# 謝爾蓋·索伯列夫
謝爾蓋·里沃維奇·索伯列夫（俄语：Серге́й Льво́вич Со́болев，1908年10月6日—1989年1月3日），蘇聯數學家，主要研究領域是數學分析及偏微分方程。索伯列夫生於聖彼得堡，卒於莫斯科。

## 貢獻
索伯列夫在許多數學領域中都有重大的基礎性貢獻。索伯列夫空間可以在一些增長性條件下定義於傅立葉變換上，索伯列夫空間及其相關的嵌入定理在泛函分析中相當重要。廣義函數論（後被稱為分布）在1935年首次由索伯列夫引進，廣義函數的概念後來由洛朗·施瓦茨繼續深入研究，索伯列夫將古典的導數的概念予以抽象化，讓牛頓與萊布尼茲的微積分技巧可以擴大其應用範圍。分布理論被認為是當代的微積分。

## 生平
索伯列夫在1908年出生在圣彼得堡，其父亲列夫·亚利山大维奇·索伯列夫是一个律师。他居住的城市在他年轻时更名为彼得格勒，然后在1924年更名为列宁格勒。
索伯列夫於1929年在尼古拉·君特的指導下自列寧格勒大學畢業。隨後索伯列夫入弗拉迪米爾·斯米爾諾夫門下學習。自1932年起，索伯列夫開始在列寧格勒進行研究工作，而從1934年起，索伯列夫在莫斯科的斯捷克洛夫數學研究所工作。世界第二次大戰期間，索伯列夫率領研究所遷往喀山以避戰禍。索伯列夫自1935年至1957年擔任莫斯科國立大學的教授。1943年至1957年間，索伯列夫亦在庫爾恰托夫核能研究所擔任副主任，負責蘇聯的核武器研發。
1956年，索伯列夫與一群科學家倡議在俄羅斯東部建立一個科研與教育並重的機構，這些努力促成了蘇聯科學院西伯利亞分院的建立。索伯列夫是阿卡杰姆戈罗多克（近新西伯利亞）數學研究所的創立人與第一任所長，而後來為了紀念索伯列夫在建立研究所的貢獻，以及為了建設發展新西伯利亞大學的種種努力，就把研究所的名字以索伯列夫的名字命名，成為了索伯列夫數學研究所。

## 註記
1. ↑  O'Connor, J J. .   [2012-11-05]. （原始内容存档于2019-10-22）.

## 生平資料
- 約翰·J·奧康納; 埃德蒙·F·羅伯遜, ,  （英语）
- Sergei Lvovich Sobolev., in: Russian Mathematicians in the 20th Century (Yakov Sinai, editor), pp. 381–382. World Scientific Publishing, 2003. ISBN 978-981-238-385-3
- Jean Leray. La vie et l'œuvre de Serge Sobolev. [The life and works of Sergeĭ Sobolev]. Comptes Rendus de l'Académie des Sciences. Série Générale. La Vie des Sciences, vol. 7 (1990), no. 6, pp. 467–471.
- G. V. Demidenko. A GREAT MATHEMATICIAN OF 20th CENTURY. On the occasion of the centenary from the birthdate of Sergei Lvovich Sobolev. （页面存档备份，存于） Science in Siberia, no. 39 (2674), 2 October 2008
- M. M. Lavrent'ev, Yu. G. Reshetnyak, A. A. Borovkov, S. K. Godunov, T. I. Zelenyak and S. S. Kutateladze.Remembrances of Sergei L'vovich Sobolev.[永久] Siberian Mathematical Journal, vol. 30 (1989), no. 3, pp. 502–504

## 外部連結
- 謝爾蓋·索伯列夫在數學譜系計畫的資料。
- Sobolev Institute of Mathematics （页面存档备份，存于）
- Kutateladze S.S., Sobolev and Schwartz: Two Fates and Two Fames （页面存档备份，存于）
- Kutateladze S.S., Sobolev of the Euler school （页面存档备份，存于）